# Urechis chilensis
Urechis chilensis (лат.) — вид морских червей из подкласса эхиурид (Echiura). В ископаемом состоянии неизвестен. Бентосное субтропическое животное, встречается на глубине от 0 до 100 метров. Обитает в юго-восточной части Тихого океана и на юго-западе Атлантического океана, у берегов Аргентины и Чили. Безвреден для человека, не является объектом промысла. Охранный статус Urechis chilensis не оценивался.